# Itamarati
Itamarati là một đô thị thuộc bang Amazonas, Brasil. Đô thị này có diện tích 25275,89 km², dân số năm 2007 là 8048 người, mật độ 0,32 người/km².